# Ernst Wilhelm Croeger

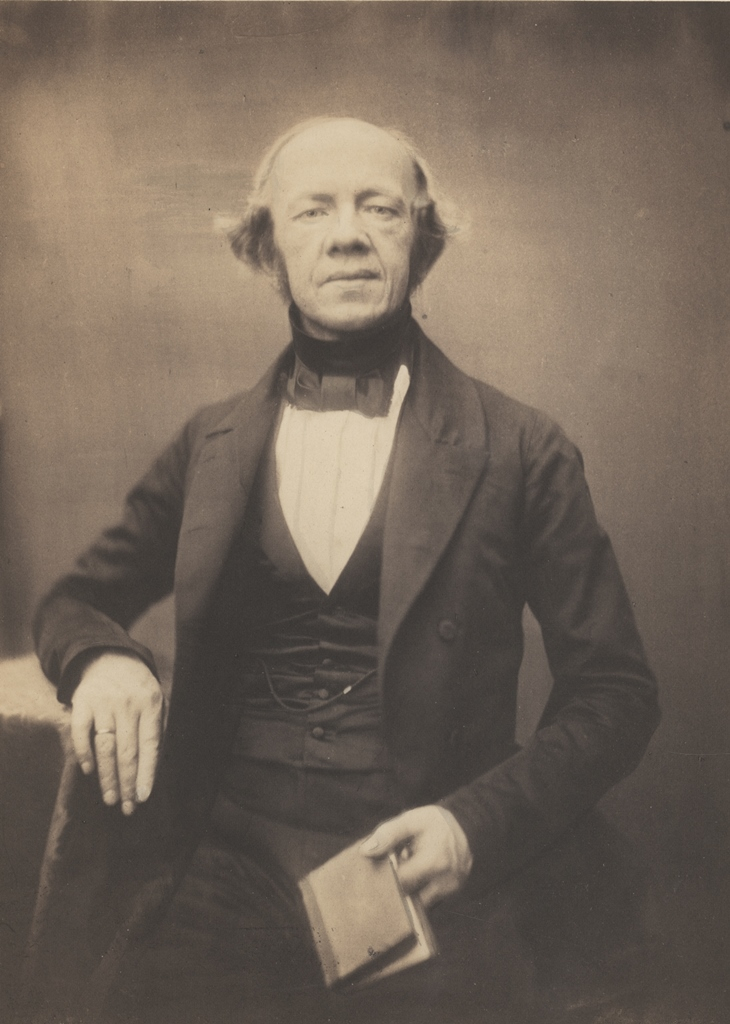
Ernst Wilhelm Croeger

Ernst Wilhelm Croeger (* 7. April 1811 in Gnadenfrei; † 3. Februar 1878 in Berthelsdorf) war ein deutscher Theologe und Bischof der Evangelischen Brüder-Unität.

## Leben
Croeger wurde als Sohn von Christian Ludwig Croeger (* 8. August 1767 in Kopenhagen; † 21. März 1833 in Neuwied) und Johanna Christiane Croeger, geb. Hoozema (* 26. Dezember 1778 in Herrnhut; † 19. Dezember 1829 in Neuwied) im schlesischen Gnadenfrei geboren, wo der Vater Prediger der dortigen Gemeinde der Brüdergemeine war. Nach Umzügen zunächst nach Niesky, dann wieder nach Gnadenfrei, lebte die Familie in Christiansfeld, der Siedlung der Brüdergemeine im Herzogtum Schleswig. Dort besuchte Erst Wilhelm Croeger von 1818 an die Knabenschule und wechselte im Jahr 1825 auf das Pädagogium der Brüdergemeine nach Niesky.
Nach dem Studium am Theologischen Seminar der Brüdergemeine im oberschlesischen Gnadenfeld in den Jahren 1829 bis 1832 wechselten Croegers Anstellungen und Aufgaben in schneller Folge ab. So war er zunächst für jeweils nur kurze Zeit Lehrer an drei verschiedenen Schulen der Brüdergemeine, zunächst in Königsfeld, dann in Neuwied und schließlich am Pädagogium in Niesky. 1835 erfolgte dann wieder eine Anstellung an der Schule in Neuwied, diesmal aber auch verbunden mit den Aufgaben eines Hilfspredigers der dortigen Herrnhuter Gemeinde. 1837 wurde er nach Neusalz berufen, um in der dortigen Gemeinde die Betreuung der unverheirateten männlichen Mitglieder zu übernehmen (Brüderpfleger). Da dieses Amt in der Brüdergemeine ein geistliches Amt war, wurde Croeger am 17. September 1837 vor seiner Abreise aus Neuwied von Bischof Daniel Friedrich Gambs zum Diakon ordiniert. 1840 kam er dann zurück nach Neuwied, um wiederum an der Knabenschule als zweiter Inspektor zu arbeiten, gefolgt von einer weiteren Anstellung als Brüderpfleger (1842–1845), diesmal in Herrnhut, und als Schulinspektor in Gnadenfrei (1845–1846). 
Am Beginn dieses erneuten Aufenthalts in seinem Geburtsort heiratete Croeger am 18. November 1845 dort Louise Henriette Dorothee Bourquin (* 1. Juni 1817 in Weberhof (bei Orellen); † 25. Juli 1892 in Herrnhut).
1846 erfolgte eine erneute Berufung nach Herrnhut, diesmal als Schulinspektor und Prediger der dortigen Gemeine; damit begannen für Croeger und seine Frau jeweils längere Dienstzeiten und Aufenthalte an verschiedenen Orten. Am 4. September 1848 wurde er durch Bischof Johann Martin Nitschmann zu einem Presbyter der Brüder-Unität ordiniert. Im Jahr 1853 übernahm er in Herrnhut das Amt des Pfarrers der Gemeinde (Gemeinhelfer) und zusammen mit seiner Frau das Pflegeramt für die verheirateten Paare (Ehechorpfleger), ein pastorales Amt, das in der Brüdergemeine von einem Ehepaar gemeinsam ausgeübt wurde. In gleichen Anstellungen folgte dann für Croeger und seine Frau ein Aufenthalt in Neuwied (1855–1857) und Niesky (1857–1863).
In Niesky wurde er schließlich am 31. August 1862 durch die Bischöfe Johann Martin Nitschmann, Gottfried Andreas Cunow und Christian Wilhelm Matthiesen zu einem Bischof der Brüder-Unität ordiniert und im Februar 1863 in die Kirchenleitung der Brüder-Unität (Unitätsältestenkonferenz) nach Berthelsdorf bei Herrnhut berufen. In dieser Funktion war er bis zu seinem Ausscheiden aus gesundheitlichen Gründen im Dezember 1877 tätig.

## Werke
- Geschichte der erneuerten Brüderkirche. I. Band: 1722-1741, Gnadau, 1852.
- Geschichte der erneuerten Brüderkirche. II. Band: 1741-1760, Gnadau, 1853.
- Geschichte der erneuerten Brüderkirche. III. Band: 1760 - 1801. mit einem Überblick bis 1822, Gnadau 1854.
- Geschichte der alten Brüderkirche. I. Band: 1457-1557, Gnadau 1865.
- Geschichte der alten Brüderkirche. II. Band: 1557–1722, Gnadau 1866.